# Бочарников, Сергей Вадимович
Серге́й Вади́мович Боча́рников (род. 28 февраля 1988, Харьков) — российский и белорусский биатлонист. Мастер спорта. С ноября 2015 года выступает за сборную Беларуси. Двукратный чемпион Европы 2020 года.

## Спортивная карьера
Биатлоном начал заниматься в 17 лет, участник зимней Универсиады 2011 года. Серебряный призёр чемпионата России-2014 и бронзовый призёр чемпионата России-2012 в эстафете в составе сборной Москвы. В сезоне 2013/14 принимал участие в Кубке IBU, занял 63 место в общем зачёте. Лучший результат на этапах Кубка IBU — 3 место в индивидуальной гонке на этапе в Обертиллиахе в декабре 2018 года. С сезона 2015/2016 Бочарников выступает за сборную Беларуси. В её составе он дебютировал на этапах Кубка мира.

### Юниорские и молодёжные достижения
| Год  | Место проведения | Возраст | Инд | Спр | Пр | Эст |
| 2009 | ЧЕ Уфа           | U21     | 20  | —   | —  | —   |
| 2010 | ЧЕ Отепя         | U26     | —   | 8   | 15 | —   |

### Участие на Олимпийских играх
| Год  | Место проведения | Спринт | Гонка преследования | Индивидуальная гонка | Масс-старт | Эстафета | Смешанная эстафета |
| ---- | ---------------- | ------ | ------------------- | -------------------- | ---------- | -------- | ------------------ |
| 2018 | Пхёнчхан         | 42     | 37                  | 18                   | —          | 8        | 5                  |

### Участие на Чемпионатах мира
| Год  | Место проведения     | Спринт | Гонка преследования | Индивидуальная гонка | Масс-старт | Эстафета | Смешанная эстафета | Сингл-микст |
| ---- | -------------------- | ------ | ------------------- | -------------------- | ---------- | -------- | ------------------ | ----------- |
| 2017 | Хохфильцен           | 45     | 40                  | 40                   | —          | 19       | 22                 | N/A         |
| 2019 | Эстерсунд            | 73     | —                   | 49                   | —          | 10       | 13                 | —           |
| 2020 | Антхольц-Антерсельва | 86     | —                   | 81                   | —          | 9        | 12                 | —           |
| 2021 | Поклюка              | 32     | 54                  | 68                   | —          | —        | 14                 | —           |

### Карьера в Кубке мира
- На этапах Кубка мира дебютировал в ноябре 2015 году в Эстерсунде. Свои первые кубковые очки набрал в спринте в Рупольдинге в январе 2016 года. Отстреляв без промахов Бочарников занял 36 место[3].
- 2015/2016 — 99 место (5 очков)
- 2016/2017 — 58 место (60 очков)
- 2017/2018 — 48 место (100 очков)
- 2018/2019 — 78 место (22 очка)
- 2019/2020 — 48 место (87 очков)
- 2020/2021 — 34 место (200 очков)
- 2021/2022 — 92 место (8 очков)